# Trout Mask Replica
Trout Mask Replica je třetí studiové album skupiny Captain Beefheart and his Magic Band, vydané v červnu 1969. Produkoval ho přítel Captaina Beefhearta Frank Zappa. Album je považováno za důležité album experimentální hudby. Časopis Rolling Stone jej zařadil na 60. místo seznamu 500 nejlepších alb všech dob. V roce 2010 bylo zařazeno do Národního registru nahrávek v Knihovně Kongresu.

## Seznam skladeb
Všechny skladby napsal Don Van Vliet.

### Strana 1
1. „Frownland“ – 1:41
2. „The Dust Blows Forward 'n the Dust Blows Back“ – 1:53
3. „Dachau Blues“ – 2:21
4. „Ella Guru“ – 2:26
5. „Hair Pie: Bake 1“ – 4:58
6. „Moonlight on Vermont“ – 3:59

### Strana 2
1. „Pachuco Cadaver“ – 4:40
2. „Bills Corpse“ – 1:48
3. „Sweet Sweet Bulbs“ – 2:21
4. „Neon Meate Dream of a Octafish“ – 2:25
5. „China Pig“ – 4:02
6. „My Human Gets Me Blues“ – 2:46
7. „Dali's Car“ – 1:26

### Strana 3
1. „Hair Pie: Bake 2“ – 2:23
2. „Pena“ – 2:33
3. „Well“ – 2:07
4. „When Big Joan Sets Up“ – 5:18
5. „Fallin' Ditch“ – 2:08
6. „Sugar 'n Spikes“ – 2:30
7. „Ant Man Bee“ – 3:57

### Strana 4
1. „Orange Claw Hammer“ – 3:34
2. „Wild Life“ – 3:09
3. „She's Too Much for My Mirror“ – 1:40
4. „Hobo Chang Ba“ – 2:02
5. „The Blimp (mousetrapreplica)“ – 2:04
6. „Steal Softly thru Snow“ – 2:18
7. „Old Fart at Play“ – 1:51
8. „Veteran's Day Poppy“ – 4:31

## Obsazení
- Captain Beefheart – zpěv, hlas, tenorsaxofon, sopránsaxofon, basklarinet, musette, horn, rolničky
- Drumbo – bicí, perkuse
- Antennae Jimmy Semens – kytara, zpěv, hlas
- Zoot Horn Rollo – kytara, flétna
- Rockette Morton – baskytara, hlas
- The Mascara Snake – basklarinet, doprovodné voká,y hlas
- Doug Moon – kytara